# Kaapora
Kaapora is een geslacht van hooiwagens uit de familie Stygnidae.
De wetenschappelijke naam Kaapora is voor het eerst geldig gepubliceerd door Pinto-da-Rocha in 1997. 

## Soorten
Kaapora is monotypisch en omvat slechts de volgende soort:
- Kaapora minutissimus